# Antilloides
Genre
Antilloides est un genre d'araignées aranéomorphes de la famille des Filistatidae.

## Distribution
Les espèces de ce genre se rencontrent aux Antilles et au Mexique.

## Liste des espèces
Selon World Spider Catalog (version 20.0, 22/01/2019) :
- Antilloides abeli Brescovit, Sánchez-Ruiz & Alayón, 2016
- Antilloides chupacabras Magalhães, 2018
- Antilloides cubitas Brescovit, Sánchez-Ruiz & Alayón, 2016
- Antilloides haitises Brescovit, Sánchez-Ruiz & Alayón, 2016
- Antilloides mesoliticus Brescovit, Sánchez-Ruiz & Alayón, 2016
- Antilloides zozo Brescovit, Sánchez-Ruiz & Alayón, 2016

Selon The World Spider Catalog (version 19.5, 2019) :
- †Antilloides didicostae (Penney, 2005) de l'ambre du Miocène d'Hispaniola

## Publication originale
- Brescovit, Sánchez-Ruiz & Alayón, 2016 : The Filistatidae in the Caribbean region, with a description of the new genus Antilloides, revision of the genus Filistatoides F. O. P.-Cambridge and notes on Kukulcania Lehtinen (Arachnida, Araneae). Zootaxa, no 4136(3), p. 401-432.